# José Gabarain

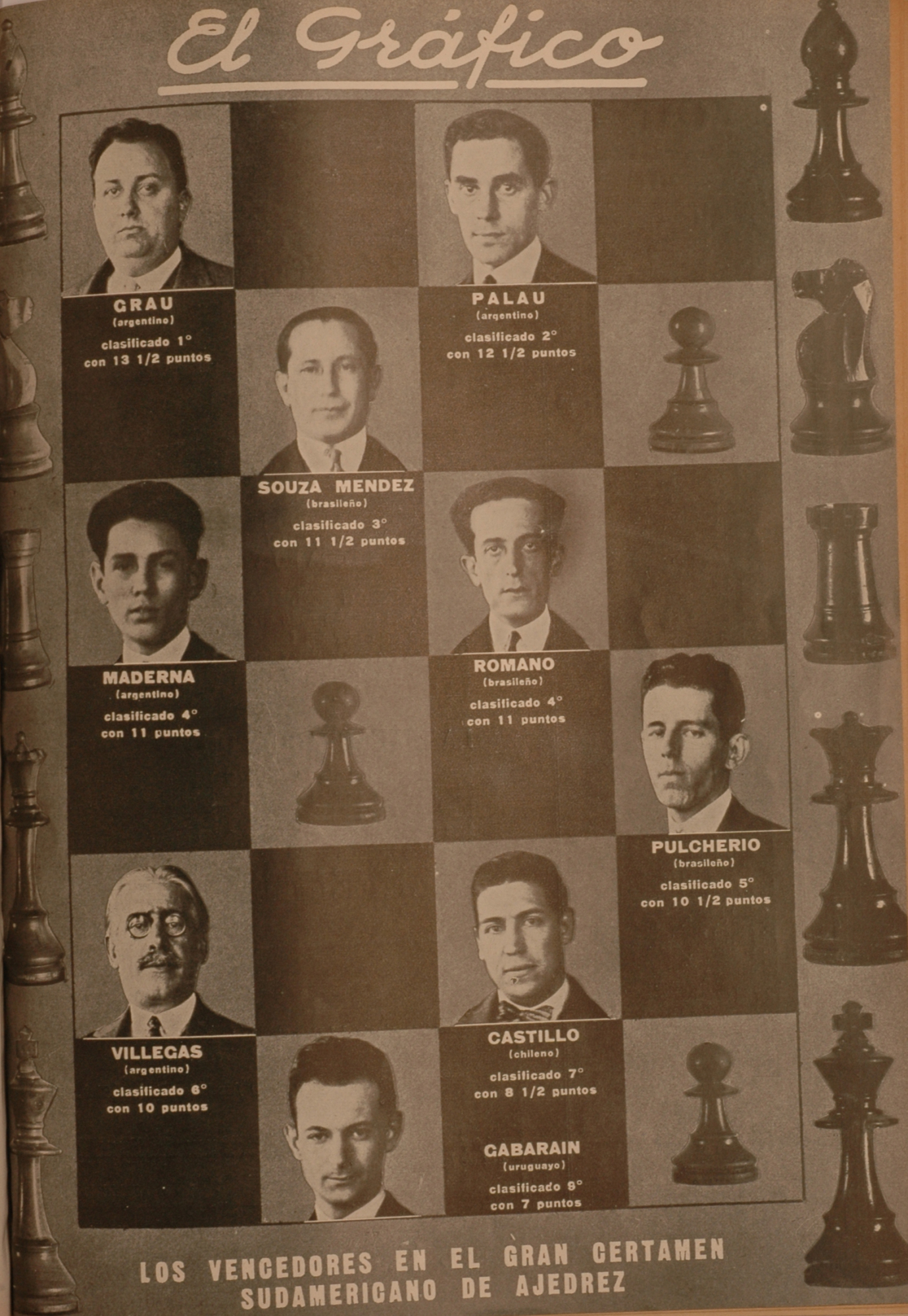
Gabarain, en la última hilera, en 1928.

José Gabarain fue un ajedrecista uruguayo, de profesión agrimensor, quién fue además el primer Campeón Nacional de su país.

## Trayectoria
Obtuvo esa victoria tras un torneo disputado en el año 1927, mediante la modalidad de Liga en  frente a 19 rivales.
En el exterior participó del I Torneo de Mar del Plata en 1928.
Posteriormente dejó el juego competitivo por causa de su profesión, pero se mantuvo cercano al ajedrez uruguayo, siendo vicepresidente de la FUA entre 1958 y 1962.
También se desempeñó cómo árbitro, destacándose en tal sentido el I Torneo de Piriápolis, que tuvo lugar en 1961, y fue el primero en que se utilizó el Sistema Suizo en el Uruguay.

## Partida destacada
|       |       |       |       |    |       |       |       |    |  |
|       | a8    | b8    | c8    | d8 | e8    | f8    | g8    | h8 |  |
| a7    | b7    | c7    | d7    | e7 | f7    | g7    | h7    |    |  |
| a6 pd | b6    | c6    | d6    | e6 | f6    | g6    | h6    |    |  |
| a5    | b5 pd | c5    | d5 nl | e5 | f5 bd | g5 kd | h5    |    |  |
| a4    | b4    | c4    | d4    | e4 | f4    | g4    | h4 pd |    |  |
| a3    | b3 pl | c3    | d3    | e3 | f3    | g3    | h3    |    |  |
| a2 pl | b2    | c2 rd | d2 bl | e2 | f2 rl | g2 kl | h2    |    |  |
| a1    | b1    | c1    | d1    | e1 | f1    | g1    | h1    |    |  |
|       |       |       |       |    |       |       |       |    |  |

Blancas: José Gabarain
Negras: Luis A. Gulla
Montevideo, 2 de junio de 1927
1.d4 d5 2.Cf3 Cf6 3.c4 c6 4.e3 e6 5.Ad3 Cbd7 6.O-O Ae7 7.Cbd2 O-O 8.De2 c5 9.b3 b6 10.Ce5 Ab7 11.f4 cxd4 12.exd4 Cxe5 13.fxe5 dxc4 14.Cxc4 Ce4 15.Ab2 Dd5 16.Tae1 Cg5 17.h4 Ch3+ 18.Rh2 Axh4 19.gxh3 Axe1 20.Txe1 f5 21.Cd6 Ac8 22.Tc1 Da5 23.Ac3 Da3 24.Dc2 Ad7 25.Ab2 Da5 26.De2 b5 27.d5 a6 28.dxe6 Axe6 29.Ad4 Dd8 30.Df2 Dg5 31.Tg1 Dh5 32.Ae2 Dh6 33.Af3 Tad8 34.Ab6 Td7 35.Dg2 Df4+ 36.Dg3 Dxg3+ 37.Txg3 Tb8 38.Aa5 Rh8 39.Ac6 Te7 40.Tc3 g5 41.Tc5 Rg7 42.Ag2 h5 43.Ad2 Rg6 44.h4 f4 45.Ae4+ Rh6 46.hxg5+ Rxg5 47.Tc1 Ag4 48.Ad5 Td8 49.Tf1 Tf8 50.Ce4+ Rg6 51.Ab4 Txe5 52.Axf8 Txd5 53.Txf4 Af5 54.Cc3 Td2+ 55.Rg1 Tc2 56.Ab4 Rg5 57.Tf2 Tc1+ 58.Rh2 h4 59.Cd5 Tc2 60.Ad2+